# Lokeren
Lokeren je belgické město, nacházející se ve vlámské provincii Východní Flandry.
Leží na řece Durme, která je přítokem Šeldy, a je po Sint-Niklaasu druhým nejvýznamnějším městem v oblasti Waasland. Obec Lokeren zahrnuje kromě vlastního Lokerenu bývalé obce Daknam a Eksaarde. Má 39 967 obyvatel (1. leden 2015) a rozkládá se na ploše 67,50 km².

## Historie

### Počátky
Archeologické nálezy na území Lokerenu dokazují, že tato oblast byla osídlena již v neolitu.
Později tudy podél řeky Durme vedla římská cesta.
Římané pro tuto oblast používali název Waas, pocházející z germánského kořene Wasu, který znamená „bažinatá země“.
Název Lokeren byl však poprvé zmíněn až roku 1114.
Na rozdíl od starších osad tato vesnice vznikla na pravém břehu Durme. Do poloviny 12. století se Lokeren stal samostatnou farností a jeho ekonomika byla založena zejména na zemědělství a zpracování lnu.
Textilní průmysl zůstal důležitý ještě dlouho do 20. století.

### Od 16. století
Roku 1555 Karel V. udělil městu právo pořádat trhy. V 16. a 17. století se v celém Waaslandu odehrávaly boje mezi protestantským Nizozemskem a katolickým Španělskem, často s hroznými důsledky pro místní obyvatelstvo.
Po Velké francouzské revoluci se tato oblast stala součástí francouzského departementu Escaut a Lokeren byl hlavním městem kantonu. To však netrvalo dlouho, neboť roku 1800 došlo k rozdělení departementu a Lokeren se stal součástí arrondissementu Dendermonde. Roku 1804 Napoleon Bonaparte povýšil Lokeren na město.
Do 70. let 20. století byly hlavními hospodářskými aktivitami kadeřnictví a jatky. Dnes má Lokeren mnohem rozmanitější ekonomickou a kulturní infrastrukturu.

## Zajímavosti
- Lokeren má množství uměleckých galerií a muzeí, která se zabývají místní historií od pravěké archeologie až do poloviny 20. století.
- Od 10. června 1956 má město zvonkohru se 49 zvonky.
- Na území Lokerenu se nachází národní chráněná oblast Molsbroek.

## Sport a kultura
- V Lokerenu působí fotbalový klub KSC Lokeren Oost-Vlaanderen.
- Lokeren je ve Vlámsku známý každoročním devítidenním hudebním festivalem a trhem (Lokerse Feesten), který se koná první srpnový týden.

## Galerie

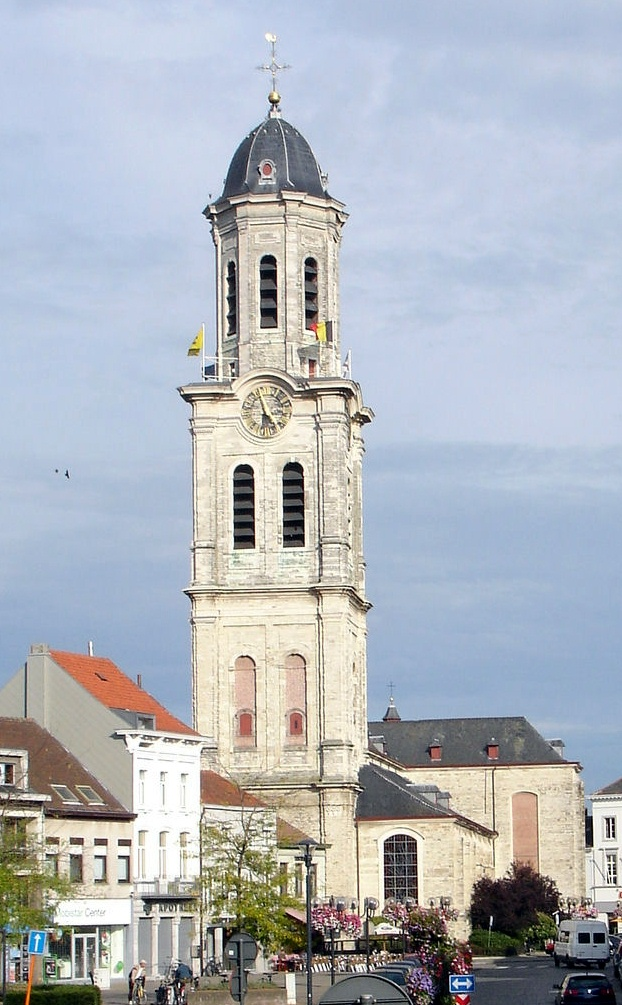
Kostel sv. Vavřince